# Rhaconotus
Rhaconotus is een geslacht van insecten uit de orde vliesvleugeligen (Hymenoptera) en de familie schildwespen (Braconidae).

## Soorten
Deze lijst van 125 stuks is mogelijk niet compleet.
- R. aciculatus Ruthe, 1854
- R. acmaeoderellae Belokobylskij, 1990
- R. affinis Belokobylskij & Chen, 2004
- R. albiflagellus Shi & Chen, 2004
- R. alpicola (Szepligeti, 1914)
- R. anivoranensis Granger, 1949
- R. antennalis (Szepligeti, 1913)
- R. arabicus Belokobylskij, 2001
- R. asiaticus Belokobylskij, 1990
- R. asulcus Shi & Chen, 2004
- R. atratus Marsh, 1976
- R. atys Nixon, 1941
- R. badius Marsh, 1976
- R. barri Marsh, 1976
- R. basoareolus Belokobylskij, 2001
- R. bekilyensis Granger, 1949
- R. bidens Belokobylskij, 2001
- R. bidentatus Granger, 1949
- R. bisulcus Chen & Shi, 2004
- R. brachyceps Belokobylskij & Maeto, 2009
- R. brachypterus (Hesse, 1934)
- R. brevicaudus Marsh, 1976
- R. canadensis Marsh, 1976
- R. caophongus Belokobylskij, 2001
- R. capensis (Brues, 1924)
- R. carinatus Polaszek, 1994
- R. cassander Nixon, 1943
- R. caudatus (Szepligeti, 1914)
- R. ceylonicus Belokobylskij, 2001
- R. concinnus (Enderlein, 1912)
- R. concolor (Szepligeti, 1908)
- R. costaricensis Marsh, 2002
- R. cressoni Muesebeck & Walkley, 1951
- R. chinensis

Rhaconotus chinensis (Belokobylskij & Chen) Belokobylskij & Chen, 2004
Rhaconotus chinensis (Chen & Shi) Chen & Shi, 2004
- R. chrysochaitus Marsh, 2002
- R. dabacus Belokobylskij, 2001
- R. decaryi Granger, 1949
- R. dentatus (Brues, 1924)
- R. dimidiatus (Nees, 1811)
- R. elegans (Forster, 1862)
- R. emarginatus Marsh, 2002
- R. excavatus Belokobylskij, 2001
- R. fasciatus (Ashmead, 1893)
- R. flavipes (Szepligeti, 1911)
- R. formosanus Watanabe, 1934
- R. forticarinatus Chen & Shi, 2004
- R. fujianus Belokobylskij & Chen, 2004
- R. fuscipennis (Szepligeti, 1914)
- R. gaullei Granger, 1949
- R. giganteus Granger, 1949
- R. glaphyrus Chen & Shi, 2004
- R. guineensis (Szepligeti, 1914)
- R. haeselbarthi Belokobylskij, 2004
- R. hei Belokobylskij & Chen, 2004
- R. heterotrichus Belokobylskij & Chen, 2004
- R. hexatermus Belokobylskij, 1988
- R. hispanicus Belokobylskij, 2001
- R. hyperion Nixon, 1941
- R. hypolixi Nixon, 1941
- R. icterus Shi & Chen, 2004
- R. insularis Belokobylskij, 1988
- R. intermedius Belokobylskij & Chen, 2004
- R. iphias Nixon, 1941
- R. ipodoryctoides Belokobylskij & Chen, 2004
- R. iterabilis Belokobylskij & Chen, 2004

- R. jacobsoni (Szepligeti, 1908)
- R. jakhontovi Yuldashev, 2004
- R. kerzhneri Belokobylskij, 1985
- R. lacertosus Chen & Shi, 2004
- R. longithorax Belokobylskij, 2001
- R. longulus Belokobylskij, 1994
- R. longus Shi & Chen, 2004
- R. luteosetosus Belokobylskij & Chen, 2004
- R. maculatus Belokobylskij, 2001
- R. maculistigma Chen & Shi, 2004
- R. magnus Belokobylskij & Chen, 2004
- R. mahensis Wilkinson, 1931
- R. manolus Nixon, 1941
- R. menippus Nixon, 1939
- R. micholitzi Belokobylskij, 2001
- R. minor (Szepligeti, 1914)
- R. nadezhdae (Tobias & Belokobylskij, 1981)
- R. niger (Szepligeti, 1914)
- R. numitor Nixon, 1941
- R. ochus Nixon, 1941
- R. ollivieri (Giraud, 1869)
- R. oriens Belokobylskij & Chen, 2004
- R. orientalis (Szepligeti, 1913)
- R. persimilis (Szepligeti, 1911)
- R. phalarus Marsh, 1976
- R. pictipennis (Reinhard, 1885)
- R. pilosus Granger, 1949
- R. polycrates Nixon, 1941
- R. puber Belokobylskij, 2001
- R. rufescens (Szepligeti, 1914)
- R. ruficollis Granger, 1949
- R. rufiventris Chen & Shi, 2004
- R. rugosus

Rhaconotus rugosus (Chen & Shi) Chen & Shi, 2004
Rhaconotus rugosus (Marsh) Marsh, 2002
- R. sauteri (Watanabe, 1934)
- R. scaber Kokujev, 1900
- R. sciron Nixon, 1941
- R. scirpophagae Wilkinson, 1927
- R. schoenobivorus (Rohwer, 1919)
- R. seyrigi Granger, 1949
- R. signatus Belokobylskij, 2001
- R. signipennis (Walker, 1860)
- R. sinuatus Granger, 1949
- R. sonaicus Belokobylskij & Maeto, 2009
- R. staudingeri Belokobylskij, 2001
- R. striativertex Granger, 1949
- R. striatus (Szepligeti, 1911)
- R. sudanensis Wilkinson, 1927
- R. sulmo Nixon, 1941
- R. tergalis Belokobylskij & Chen, 2004
- R. testaceiceps (Cameron, 1910)
- R. testaceus (Szepligeti, 1908)
- R. thayi Belokobylskij, 2001
- R. thestor Nixon, 1941
- R. tianmushanus Belokobylskij & Chen, 2004
- R. troilus Nixon, 1941
- R. uzbekistanicus Yuldashev, 2004
- R. vagrans (Bridwell, 1920)
- R. watanabei Belokobylskij & Maeto, 2009
- R. yaoae Belokobylskij & Chen, 2004
- R. zarudnyi Belokobylskij, 1990